# 560-talet

## Händelser
- Bysantinska riket förlorar Italien till langobarderna.
- Johannes III efterträder Pelagius I som påve.

## Födda
- Isidor av Sevilla, biskop i Sevilla, författare och kyrkolärare.
- Abbas ibn Abd al-Muttalib, profeten Muhammeds farbror, stamfader till abbasiderna
- Leovigild blir visigoternas kung.

## Avlidna
- Pelagius I, påve sedan 556.
- Chlothar I, frankisk kung.
- Galswinthia, merovingisk drottning

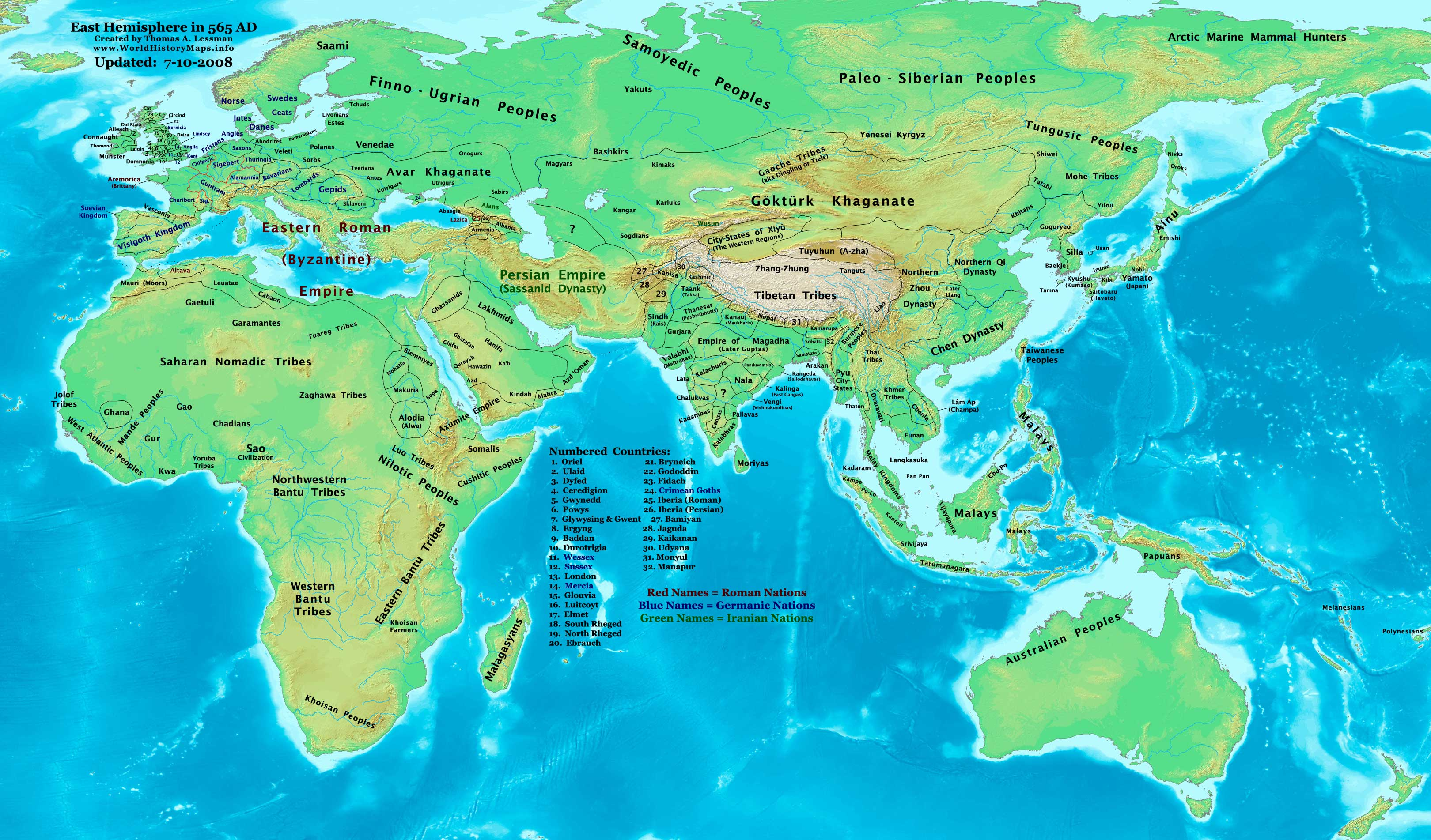
Östra hemisfären 565